# Bico-chato-de-cabeça-cinza
O bico-chato-de-cabeça-cinza (Tolmomyias poliocephalus) é uma espécie florestal sul-americana de ave passeriforme da família dos tiranídeos. Tais aves possuem o dorso verde, coroa cinzenta, ventre amarelado e barras amareladas nas asas.